# Финале УЕФА Лиге Европе 2019.
Финале УЕФА Лиге Европе 2019. године био је последњи меч Лиге Европе у сезони 2018/19, 48. сезона другог по јачини европског клупског такмичења које организује УЕФА. Финале је одржано на Олимпијском стадиону у Азербејџанском главном граду Баку 29. маја 2019, између енглеских клубова Челсија и Арсенала, био је то финални Лондонски дерби. То је било десето финале турнира у којем ће се налазити два тима из исте лиге (савеза), друго финале свих енглеских клубова и прво између тимова из истог града. Од ове сезоне се у истој недељи игра и финале Лиге Европе и финале Лиге шампиона.
Челси је као победник стекао право да играју против Ливерпула, победника Лиге шампиона у Суперкупу 2019. године. Пошто се Челси већ квалификовао за следећу сезону групне фазе Лиге шампиона, резервисано место је додељено трећој екипи Француске Лиге 1, Олимпик Лиону, 5-рангираној лиги према приступној листи следеће сезоне.
У марту 2018. УЕФА је саопштила да ће четврта замена бити дозвољена у продужетку и да је број замена повећан са 7 на 12. Почетно време је такође промењено са 20:45 CET на 21:00 CEST. Ово је била прва финална утакмица на којој ће се користити Видео асистент судија (ВАР).

## Учесници
У следећој табели, финала до 2009. су била у ери Купа УЕФА, од 2010 су била у ери УЕФА лиге Европе.
| Клуб    | Претходни наступи у финалима |
| ------- | ---------------------------- |
| Челси   | 1 (2013)                     |
| Арсенал | 1 (2000)                     |

- Напомена: Болдовано означава да су те године освојили Европски куп или Лигу шампиона.

## Место
Први пут икада, УЕФА је 9. децембра 2016. покренула отворени поступак за избор места за финале клубова (УЕФА Лига шампиона, УЕФА Лига Европе и Суперкуп УЕФА). Савези су имали рок до 27. јануара 2017. да изразе камату, а досије и понуда морали су бити достављени до 6. јуна 2017.
УЕФА је 3. фебруара 2017. објавила да су удружења Азербејџана и Шпаније изразила интересовање за одржавање финала Лиге шампиона. УЕФА је 7. јуна 2017. потврдила да су доставили понуде за финале Лиге шампиона 2019. године, док је Азербејџан предложио као опцију Олимпијски стадион у Бакуу са 68.700 седећих места. Шпанија је тада предложила недовршену Ванду Метрополитано, која ће имати 67.000 седећих места. Извештај о процени понуда објављен је од стране УЕФА 14. септембра 2017. Ванда Метрополитано је изабран за место одржавања од стране Извршног одбора УЕФА 20. септембра 2017. године, док је Олимпијски стадион у Бакуу био успешан у својој кандидатури за домаћина финала УЕФА лиге Европе 2019.
| Држава     | Стадион              | Град     | Капацитет | Белешка                                |
| ---------- | -------------------- | -------- | --------- | -------------------------------------- |
| Азербејџан | Олимпијски стадион   | Баку     | 69.870    | Понуда и за Финале Лиге шампиона 2019. |
| Шпанија    | Рамон Санчез Писхуан | Севиља   | 42.500    |                                        |
| Турска     | Водафон парк         | Истанбул | 41.903    | Понуда и за Суперкуп 2019.             |

Следећи савези су показали интересовање за домаћинство, али на крају нису доставили понуде:
- Грузија: Борис Пајиџадзе стадион, Тбилиси
- Немачка: Мерцедес-Бенц арена, Штутгарт (предност над Комерцбанк ареном, у Франкфурту)[17]
- Шкотска: Хемпден Парк, Глазгов

Извештај о понудама објављен је од стране УЕФА 14. септембра 2017. Олимпијски стадион у Бакуу изабран је за место одржавања од стране УЕФА Извршног одбора 20. септембра 2017. године, док је Водафон парк био успешан у својој кандидатури за домаћина УЕФА Суперкупа 2019.

## Стадион
Ово је прво финале европског клупског такмичења које се одржава у Азербејџану. Стадион је такође изабран као једно од места домаћина Европског првенства 2020.

## Пред меч

### Идентитет
Коначни идентитет је откривен 31. августа 2018. на цртежу групне фазе, узимајући инспирацију из неколико истакнутих зграда у Баку. Логотип такође садржи надимак Азербејџана, "Земља ватре", додавањем пламена на слово "А" и заједничког дизајна на азербејџанским саговима.

### Амбасадор
Амбасадор финала је бивши холандски интернационалац Пјер ван Хојдонк, који је победио у Купу УЕФА 2001. са Фајенордом и завршио као најбољи стрелац, а постигао је два гола у финалној утакмици и победи против Борусије Дортмунд.

### Улазнице и пут
Са капацитетом стадиона од 64.000 за финале, укупан износ од 37.500 карата је на располагању навијачима и широј јавности, док две екипе (финалисти) примају карте (број карата није још потврђен), а друге карте су доступне за продају навијачима широм света преко UEFA.com од 7. до 21. марта 2019. у четири категорије цена: € 140, € 90, € 50 и € 30. Преостале улазнице додељују се локалном организационом одбору, националним савезима, комерцијалним партнерима и емитерима, и служе корпоративном угоститељском програму.
Руковање ценама карата и логистиком путовања за енглеске фанове, укључујући ограничене летове и визне услове за улазак у Азербејџан, критиковане су од стране навијачких група које представљају фанове два клуба. Међународни аеродром Хејдар Алјиев, главни аеродром који се налази Бакуу, описан је као "сувише мали" да би одговарао очекиваним потребама финала Лиге Европе, и био је наведен као разлог за доделу мањег броја улазница за гостујуће навијаче тј. фанове оба финалиста. Арсенал и Челси нису успели да продају своје улазнице до краја маја и планирају да врате 6.000 непродатих карата УЕФА-и, неколико спонзора који су добили улазнице које је требало некоме доделити, такође је следило пример клубова, наводећи незаинтересованост својих клијената. У званичној изјави, Арсенал је назвао УЕФА-ину одуку да Бакуу буде домаћин утакмице "неприхватљивом" ситуацијом која се "не може поновити".
УЕФА је такође критикована због тога што је прихватила Азербејџан као домаћина финала Лиге Европе, због свог сукоба са суседном Јерменијом. Везни играч Јермен Хенрих Михтаријан, који игра за Арсенал, добио је дозволу да игра у мечу, [45] али клуб је изразио своју забринутост због његове сигурности док је био у земљи. but the club raised their concerns about his safety while in the country. Хенрих Михтаријан и Арсенал су на крају одлучили да Михтаријан неће путовати са екипом на финални меч, док је клуб планирао да се састане са УЕФА-ом након утакмице како би разговарали о ситуацији. Британски огранак Амнести Интернешенела (Amnesty International's) критиковао је избор Азербејџана на основу кршења људских права, назвавши домаћинство финала "покушајем да се спортски имиџ испере".

### Трофеј
Први трофеј УЕФА Лиге Европе ће се видети на Сајму аутомобила у осам европских градова, почевши од 5. марта 2019. на Сајму аутомобила у Женеви, а затим у Севиљи, Берлину, Лондону, Милану, Москви, Паризу и на крају у граду домаћину Баку 16. маја 2019. године.

## Позадина (историја—преглед)
Челси је дошао до другог финала Лиге Европе, први пут су 2013. победили 2 — 1 Бенфику у последњем тренутку утакмице. Ово ће бити шесто европско финале Челсија укупно, пошто су претходно у два финала, прво у Купу победника купова 1972. 2 — 1 су победили Реал Мадрид и 1998. су победили 1 — 0 ВфБ Штутгарт и два финала Лиге шампиона 2008. 1 — 1, након извођења једанаестераца пораз 5 — 6 од Манчестер јунајтед и 2012. 1 — 1, након извођења једанаестераца 4 — 3 у корист Челсија против Бајерн Минхена). У седамнаест утакмица, Челси има скор од шест победа, седам ремија (два од којих су изгубили на пенале) и четири пораза у европским такмичењима против енглеских клубова. Недавно су изгубили обе утакмице од Манчестер јунајтеда у четвртфиналу Лиге шампиона 2010/11.
Арсенал је такође стигао до другог финала Лиге Европе, изгубивши у пеналима против Галатасараја у финалу 2000. године. Ово ће бити шесто европско финале Арсенала у УЕФА такмичењима . Они су недавно били у финалу Лиге шампиона 2006, изгубивши 1 — 2 од Барселоне. Такође су три пута стизали до финала Купа победника купова: 1980. године, где су претрпели пораз од 4 — 5 у пеналној серији од Валенсије након 0 — 0 у регуларном делу меча, 1994. су победили 1 — 0 Парму, и поново су играли финале 1995. али су изгубили 1 — 2 од Реал Сарагосе. Арсенал је победио 4 — 3 у укупном резултату Андерлехт у финалу Купа сајамских градова 1970. године, претече Купа УЕФА / Лиге Европе. Арсенал је без победе на шест претходних сусрета против енглеских клубова, са скором два ремија и четири пораза. Недавно су изгубили обе утакмице против Манчестер Јунајтеда у полуфиналу Лиге шампиона 2008/09. Ово ће бити четврто финале Лиге Европе за менаџера Унаи Емерија, који је дошао у Арсенал на почетку сезоне као замена на менаџерском месту за Арсена Венгера. Емери има савршен рекорд у финалима УЕФА лига Европе, освојивши три узастопне титуле са Севиљом 2014, 2015. и 2016. године. Сада држи рекорд само за највише финалних наступа Купа УЕФА / Лиге Европе, пошто је био изједначен на листи са три финала са Ђованијем Трапатонијем (1977, 1991 и 1993) и Свен Јераном Ериксоном (1982, 1983 и 1998). Победа ове сезоне би надмашила и његов рекорд и рекорде Трапатонија и Ериксона и постао би најуспешнији менаџер у историји такмичења, са четири освојена трофеја.
Финале ће бити 198. такмичарски сусрет између лондонских ривала Челсија и Арсенала, са скором од 76 победа Арсенала, 63 победе Челсија и 58 ремија. Ривали су се састали два пута у Премијер лиги 2018/19, где су оба тима победила као домаћини: Челси је победио резултатом 3 — 2 у првом мечу, а Арсенал 2 — 0 у другом мечу. Једном их је спојио европски жреб, тад су се састали у четвртфиналу Лиге шампиона 2003/04; прва утакмица је завршена 1 — 1, а Челси је победио у другом сусрету 2 — 1 и прошао у полуфинале. Састали су се у три финала купа, а Арсенал је победио у финалу ФА купа 2002. и 2017, а Челси је победио у финалу Лига купа 2007.
Утакмица је друго финале Купа УЕФА / Лиге Европе, после дебитантског финала 1972. између Вулверхемптона и Тотенхема. Све у свему, то је десето финале Купа УЕФА / Лиге Европе са два тима из исте земље, претходно су то постигли четири пута италијански тимови (1990, 1991, 1995 и 1998), два пута шпански тимови (2007 и 2012), а једном Немачки (1980) и португалски тимови (2011), поред Енглеске 1972. године. Ово је прво финале Лиге Европе са два тима из истог града (Лондон), као и четири енглеска тима у финалима два најелитнија европска УЕФА клупска такмичења УЕФА Лига шампиона и Лига Европе. Мадридски клубови Атлетико Мадрид и Реал Мадрид, који су се састали у финалу Лиге шампиона 2014. и 2016. године, као и у УЕФА Суперкупу 2018.
Како су Тотенхем хотспер и Ливерпул такође прошли у финале Лиге шампиона, ово је прва сезона у којима су учествовале екипе из једне нације. Први пут у историји ће се сусрести енглески тимови и у Финалу Лиге Европе и Финалу Лиге шампиона.

## Пут до финала
Напомена: У мечевима испод прво је наведен резултат финалисте, а потом резултат противника (Д: домаћин, Г: гост).
| Тим          | У | П | Н | И | ДГ | ПГ | ГР | Б  |
| ------------ | - | - | - | - | -- | -- | -- | -- |
| Челси        | 6 | 5 | 1 | 0 | 12 | 3  | +9 | 16 |
| БАТЕ Борисов | 6 | 3 | 0 | 3 | 9  | 9  | 0  | 9  |
| МОЛ Види     | 6 | 2 | 1 | 3 | 5  | 7  | -2 | 7  |
| ПАОК         | 6 | 1 | 0 | 5 | 5  | 12 | -7 | 3  |

| Тим             | У | П | Н | И | ДГ | ПГ | ГР  | Б  |
| --------------- | - | - | - | - | -- | -- | --- | -- |
| Арсенал         | 6 | 5 | 1 | 0 | 12 | 2  | +10 | 16 |
| Спортинг        | 6 | 4 | 1 | 1 | 13 | 3  | +10 | 13 |
| Ворскла Полтава | 6 | 1 | 0 | 5 | 4  | 13 | -9  | 3  |
| Карабаг         | 6 | 1 | 0 | 5 | 2  | 13 | -11 | 3  |

## Меч

### Детаљи
"Домаћи" тим (за административне сврхе) је одређен додатним жребом одржаним након четвртфиналног и полуфиналног жреба, који је одржан 15. марта 2019. у 13:00 CET, у седишту УЕФА у Ниону, у Швајцарској.
| Челси                                       | 4:1      | Арсенал   |
| ------------------------------------------- | -------- | --------- |
| Жиру 49’ · Педро 60’ · Азар 65’ (пен.), 72’ | Извештај | Ивоби 69’ |

| Челси | Арсенал |

| Правила меча 90 минута. 30 минута продужетака у случају нерешеног резултата након 90 минута. Извођење пенала, ако је резултат нерешен и након продужетака. Дванаест измена. Максимално три замене по екипи, а четврта је дозвољена у продужецима. |

| Челси:        |    |                       |            |        |     |        |
|               |    |                       |            |        |     |        |
| Г             | 1  | Кепа Аризабалага      |            |        |     |        |
| О             | 28 | Сесар Аспиликуета (К) |            |        |     |        |
| О             | 27 | Андреас Кристенсен    | 68’        |        |     |        |
| О             | 30 | Давид Луиз            |            |        |     |        |
| О             | 33 | Емерсон Палмиери      | asist.     |        |     |        |
| С             | 7  | Нголо Канте           |            |        |     |        |
| С             | 5  | Жоржињо               |            |        |     |        |
| С             | 17 | Матео Ковачић         | 76’        |        |     |        |
| Н             | 11 | Педро Родригез        | 56’        | 60’    | 71’ |        |
| Н             | 18 | Оливије Жиру          | 49’        | asist. |     |        |
| Н             | 10 | Едан Азар             | 65’ (pen.) | 72’    | 89’ | asist. |
| Измене:       |    |                       |            |        |     |        |
| Г             | 13 | Вили Кабаљеро         |            |        |     |        |
| Г             | 52 | Џејми Кјуминг         |            |        |     |        |
| О             | 3  | Маркос Алонсо         |            |        |     |        |
| О             | 21 | Давиде Запакоста      | 89’        |        |     |        |
| О             | 24 | Гари Кахил            |            |        |     |        |
| О             | 44 | Итан Ампадук          |            |        |     |        |
| С             | 8  | Рос Баркли            | 76’        |        |     |        |
| С             | 51 | Конор Галагер         |            |        |     |        |
| С             | 55 | Џорџ Макехран         |            |        |     |        |
| Н             | 9  | Гонзало Игуаин        |            |        |     |        |
| Н             | 8  | Вилијан Силва         | 71’        |        |     |        |
| Тренер:       |    |                       |            |        |     |        |
| Маурицио Сари |    |                       |            |        |     |        |

| Арсенал:   |    |                         |     |     |
|            |    |                         |     |     |
| Г          | 1  | Петр Чех                |     |     |
| О          | 5  | Сократис Папастатопулос |     |     |
| О          | 6  | Лоран Косћелни (К)      |     |     |
| О          | 18 | Начо Монреал            | 66’ |     |
| С          | 18 | Ејнсли Мејтланд-Најлс   |     |     |
| С          | 11 | Лукас Тореира           | 67’ |     |
| С          | 34 | Гранит Џака             |     |     |
| С          | 31 | Сеад Колашинац          |     |     |
| Н          | 10 | Месут Озил              | 78’ |     |
| Н          | 9  | Александар Лаказет      |     |     |
| Н          | 14 | Пјер Емерик Обамејанг   |     |     |
| Измене:    |    |                         |     |     |
| Г          | 19 | Бернд Лено              |     |     |
| Г          | 44 | Дејан Илиев             |     |     |
| О          | 12 | Штефан Лихтштајнер      |     |     |
| О          | 20 | Шкодран Мустафи         |     |     |
| О          | 25 | Карл Џенкинсон          |     |     |
| С          | 4  | Мухамед Елнени          |     |     |
| С          | 29 | Матео Гендози           | 66’ |     |
| С          | 59 | Џо Вилок                | 78’ |     |
| Н          | 17 | Алекс Ивоби             | 67’ | 69’ |
| Н          | 23 | Дени Велбек             |     |     |
| Н          | 49 | Еди Нкетијах            |     |     |
| Н          | 87 | Букајо Сака             |     |     |
| Тренер:    |    |                         |     |     |
| Унаи Емери |    |                         |     |     |

| Играч утакмице: Едан Азар (Челси) Учинак: 2 гола, 1 асистенција |

## Сумирање меча
У првом полувремену, Гранит Џака је имао шансу за Арсенал али лопта је отишла далеко изнад гола, а његов суиграч, голман Петр Чех бацио се на леву старну спектакуларно одбранио шут Оливије Жируа из Челсија. Жиру је постигао први погодак за Челси у 49. минуту шутао је у доњи леви угао гола са 12 метара после асистенције Емерсона Палмиерија са леве стране. Педро је постигао гол за 2 — 0 у 60. минуту када је послао низак ударац у десни угао са 12 метара након асистенције Едана Азара са леве стране. Пет минута касније, Челси је добио пенал након прекршаја над Жируом од стране Ејнслија Мејтланда-Најлса, који је Едан Азар послао у леви угао и бацио Чеха на погрешну страну тако је Челси имао велику предност од 3 — 0. Арсенал се накратко вратио и постигао гол у 69. минуту са снажним шутем десном ногом гол је постигао Алекс Ивоби, који је био ван казненог простора за смањење резултата на два гола заостатка 3 — 1, али Челси је успело да за три минута постигне нови погодак али и Едан Азар је успео да постигне нови погодак, шутирао је у десни угао гола Чеха са 8 метара након асистенције Жируа за коначан резултат 4 — 1 .

### Тимови
У финале Лиге Европе су се први пласирао Арсенал, убедљиво су савладали Валенсија укупним резултатом 7—3. Први меч је Арсенал победио резултатом 3—1 код куће. Такође, Арсенал је победио и у гостима са 4—2 и тако се нашао у финалу. То је трећа енглеска екипа која се нашла у финалима Лиге шампиона и Лиге Европе ове године. Други финалиста је Челси који је победио Ајнтрахт Франкфурт након веома две неизвесне утакмице и подједнаке шансе за оба тима, на крају се после укупног резултата 2—2, и два одиграна меча први у гостима 1—1, а други код куће 1—1 отишло у продужетке где је Ајнтрахт Франкфурт могао до чак два гола а Челси до макар једног, на крају је остало нерешено и приступило се извођењу једанаестераца у којем је екипа Челсија. Па ћемо тако гледати два енглеска тима у финалу биће то прави и Енглески и Лондонски дерби. Веома успешне су екипе из Лондона којих има три у завршници најјачих европских такмичења у финалима Лиге шампиона и Лиге Европе а то су у Лиги шампиона у финалу је Тотенхем, а у финалу Лиге Европе је Челси и Арсенал који ће одмерити снаге у Бакуу. Поред те три Лондонске екипе још једна енглеска екипа је у финалу најјачег европског такмичења Лиги шампиона а то је тим Ливерпул из Ливерпула. Ово је прва година у којој ће све енглеске екипе тј. екипе из Премијер лиге бити у финалу и Лиге шампиона и Лиге Европе, значи четири Премијерлигашка клуба ће бити у завршници и Лиге шампиона и Лиге Европе по први пут икада.
| Тим                | Челси              | Арсенал      |
| ------------------ | ------------------ | ------------ |
| Шеснаестина финала | Малме              | БАТЕ Борисов |
| Осмина финала      | Динамо Кијев       | Рен          |
| Четвртфинале       | Славија Праг       | Наполи       |
| Полуфинале         | Ајнтрахт Франкфурт | Валенсија    |

### Судије
13. маја 2019. УЕФА је именовала Италијана Ђанлуку Рокија за главног судију финала. Роки је судија ФИФА-е од 2008. године, а раније је био четврти судија у финалу Лиге Европе 2010. и 2017. године. Он је такође судио у Суперкупу 2017. између Реал Мадрида и Манчестер јунајтеда. Њему ће се придружити и пет његових сународника, Филипо Мели и Лоренцо Мањанели као помоћни судије, Данијеле Орсато као четврти судија, Масимилијано Ирати као главни судија у ВАР соби, и Марко Гвида као један од помоћника ВАР судије. Други асистент ВАР за финале ће бити Симон Марчинијак из Пољске, са својим сународником Павелом Соколницким, који ће бити ВАР судија задужен за офсајд позиције.
| Главни судија: Ђанлука Роки (Италија) Помоћне судије: Филипо Мели (Италија) Лоренцо Мањанели (Италија) Четврти судија: Данијеле Орсато (Италија) Главни судија у ВАР соби: Масимилијано Ирати (Италија) ВАР асистенти: Марко Гвида (Италија) Симон Марчинијак (Пољска) Офсајд ВАР: Павел Соколницки (Пољска) |

### Статистика
| Статистика     | Челси | Арсенал |
| -------------- | ----- | ------- |
| Дато голова    | 0     | 0       |
| Укупно шутева  | 5     | 4       |
| Шутева у гол   | 2     | 0       |
| Одбране        | 0     | 2       |
| Посед лопте    | 55%   | 45%     |
| Корнери        | 3     | 3       |
| Фаулови        | 8     | 6       |
| Офсајди        | 1     | 1       |
| Жути картони   | 0     | 0       |
| Црвени картони | 0     | 0       |

| Статистика     | Челси | Арсенал |
| -------------- | ----- | ------- |
| Дато голова    | 4     | 1       |
| Укупно шутева  | 9     | 11      |
| Шутева у гол   | 6     | 2       |
| Одбране        | 1     | 2       |
| Посед лопте    | 42%   | 58%     |
| Корнери        | 4     | 2       |
| Фаулови        | 6     | 5       |
| Офсајди        | 0     | 2       |
| Жути картони   | 2     | 0       |
| Црвени картони | 0     | 0       |

| Статистика     | Челси | Арсенал |
| -------------- | ----- | ------- |
| Дато голова    | 4     | 1       |
| Укупно шутева  | 14    | 15      |
| Шут у гол      | 8     | 2       |
| Одбране        | 1     | 4       |
| Посед лопте    | 48%   | 52%     |
| Корнери        | 7     | 5       |
| Фаулови        | 14    | 11      |
| Офсајди        | 1     | 3       |
| Жути картони   | 2     | 0       |
| Црвени картони | 0     | 0       |